# Plymophiloscia notleyensis
Plymophiloscia notleyensis är en kräftdjursart som beskrevs av Green 1961. Plymophiloscia notleyensis ingår i släktet Plymophiloscia och familjen Philosciidae. Inga underarter finns listade i Catalogue of Life.